# Arvid Richert
Arvid Richert (Göteborgs och Bohus län, 5 april 1887- Göteborg, 22 augustus 1981) was een Zweeds diplomaat. Hij was de Zweedse ambassadeur naar Nazi-Duitsland van 1937 tot 1945.

## Levensloop
Richert was de zoon van politicus en schrijver Gustaf Richert (1857-1934) en Ellen af Billenberg (1858-1940). Hij studeerde rechten aan de Universiteit van Uppsala. In 1914 werkte hij voor de rechtbank in Hedemor. In 1918 kwam hij in dienst bij het Zweedse ministerie van Buitenlandse Zaken. In de jaren daarna werkte hij op de Zweedse ambassades in Brussel, Den Haag en Helsinki. Vervolgens vervulde hij een tijd lang een aantal functies op het ministerie van Buitenlandse Zaken zelf.
In 1937 werd Richert benoemd tot Zweeds ambassadeur in Duitsland. In 1939 werd er gezocht naar een apolitieke minister van Buitenlandse Zaken om Rickard Sandler op te volgen. Richert was een van de kandidaten, maar de keuze viel op Christian Günther. 
Richert berichtte Günther in maart 1940 over de voorgenomen inval in Noorwegen en Denemarken, iets wat een maand later daadwerkelijk gebeurde. Na de Duitse invasie van de Zweedse buurlanden was het ambassadeurschap een lastige balanceeract voor Richert. Aan de ene kant moest hij opkomen voor de vitale Zweedse belangen, aan de andere kant wilde hij Duitsland geen aanleiding geven voor een inval in Zweden. Zo pleitte hij voor het doorlaten van wapentransporten over Zweeds grondgebied, iets wat overigens niet gebeurde. Een belangrijk aanspreekpunt voor Richert aan Duitse zijde was tot 1943 staatssecretaris van Buitenlandse Zaken Ernst von Weizsäcker.
Richert kwam verschillende keren op voor de vervolgde Joden. Zo steunde hij op eigen initiatief de Zweedse predikant Erik Perwe die in Berlijn werkzaam was en actief hulp bood aan Joodse onderduikers. In oktober 1943, op het moment dat de deportatie van de Deense Joden aanstaande leek, diende hij bij de Duitse autoriteiten een plan in om hen over te brengen naar Zweden. Ook maakte hij zich hard voor de belangen voor Joden met de Zweedse nationaliteit, ook al was die zeer recent verkregen. Zo bleef Richert gedurende de hele oorlog bij de Duitse autoriteiten pleitten voor Alexander en Heinz Bondy uit Tsjechoslowakije. Hun moeder was naar Zweden ontkomen en in december 1942 getrouwd met een Zweed, waarop beide jongens, die inmiddels al vastzaten in Theresienstadt, de Zweedse nationaliteit ontvingen. Ondanks de belofte hen vrij te laten zaten de Bondy-jongens tot het einde van de oorlog in een concentratiekamp.
Toen de oorlog voorbij was keerde Richert terug naar Zweden. Hij vervulde nog verschillende functies, waaronder het gouverneurschap van de provincie Älvsborgs län.

## Persoonlijk
Met Margit Nisser (1889-1965) kreeg Richert drie dochters. In 1924 scheidde het echtpaar.